# Jean-Félix Lalanne
 (juin 2018).
Si vous disposez d'ouvrages ou d'articles de référence ou si vous connaissez des sites web de qualité traitant du thème abordé ici, merci de compléter l'article en donnant les références utiles à sa vérifiabilité et en les liant à la section « Notes et références ».
Pour les articles homonymes, voir Lalanne.
Jean-Félix Lalanne est un guitariste et auteur-compositeur de musique de film français, né le 8 septembre 1962 à Nice. Il est le frère de Francis Lalanne et de René Manzor.

## Biographie
Avec une quarantaine d’albums à son actif en tant qu’artiste, déclaré ambassadeur français de la guitare dans le monde puisqu’élevé au rang de chevalier des Arts et des Lettres, avec plusieurs disques d’or ou de platine en tant qu’artiste ou producteur. Il est à la fois soliste, arrangeur, producteur, auteur, compositeur et chef d’orchestre.
Son premier album est un album solo de guitare classique où il enregistre les valses et polonaises de Chopin  En 1986, il est nommé aux Victoires de la Musique pour la bande originale du film Le Passage avec Alain Delon.
Il est aussi le créateur et producteur du spectacle « Autour de la guitare » qui joue à guichet fermé pendant plus de 10 ans dans des salles parisiennes comme l’Olympia, le casino de Paris ou le Palais des sports.
Dans les années 2000, Jean-Félix Lalanne écrit une nouvelle pièce orchestrale La symphonie astrale, œuvre qui comprend 12 mouvements, chacun illustrant musicalement les caractères principaux des signes du zodiaque. Il la joue aux côtés de l’Orchestre symphonique lyonnais lors d’une tournée en Chine, après y avoir intégré dans l’écriture les instruments de l’Orchestre traditionnel de Shanghai.[réf. nécessaire]
Il en suivra le développement d’une application pour iPad « Lalanne guitar » qui rassemble les informations sur son œuvre : partitions et tablatures en synchronisation avec l’écoute des CD, la mise à disposition des DVD de ses concerts et spectacles.
Il réalise plusieurs spectacles solos ou avec d'autres personnalités comme « Autour de la guitare celtique » avec Dan Ar Braz, Soig Siberil, Gildas Arzel et Gilles Lebigot. Le spectacle The Final Play List Project reprend de grandes mélodies pop du XXe siècle. Jean-Felix Lalanne sort en 2013 l'album Une voix une guitare consacré à des duos guitare-voix avec des Serge Lama, Michel Jonasz, Benabar, Louis Chedid, Jeanne Moreau ou Vanessa Paradis.
En 2014 il réalise le spectacle Comme à la maison qui comprend des morceaux musicaux de tous les styles, dans un ordre tiré au sort par un spectateur. Il produit également le CD des Enfants du top 50 sorti pour les 30 ans de la création du top 50. En 2015 il fait la tournée Autour de la guitare de Jean-Felix Lalanne dans toute la France avec des artistes tels que Johnny Clegg, Christopher Cross, Larry Carlton, Robben Ford, Ron Thal, Paul Personne ou Axel Bauer,.
Les années 2016 et 2017 sont consacrées à la tournée d’un spectacle solo Ma guitare à Dadi, écrit en hommage à Marcel Dadi à l’occasion des 20 ans de sa disparition,. En 2018, Jean-Felix Lalanne sort un nouvel album Pick and jazz en duo avec le guitariste Eric Gombart.
En 2018 et 2019, il est sur scène avec des concerts de style varié, avec par exemple un duo avec le guitariste Soig Siberil Back to Celtic guitar avec lequel un CD sort en mai 2019. En septembre 2019, Jean-Felix Lalanne sort un album d’arrangements de chansons de Brassens en guitare instrumentale solo et un album jazz en trio avec le bassiste Kevin Reveyrand et le batteur Pascal Reva.
En mars 2020, Jean-Felix Lalanne se lance dans la réalisation du spectacle musical Al Capone avec Roberto Alagna dans le rôle d'Al Capone, Anggun dans celui de sa sœur et Bruno Pelletier dans le rôle d'Eliot Ness. Le spectacle commence début 2023 aux Folies Bergères, mais il s'arrête brutalement le 19 mars faute d'avoir trouvé un public suffisamment nombreux pour assurer les équilibres financiers. Un album de 21 titres extraits de l’opéra est sorti en octobre 2022.

## Vie privée
La violoniste Yohna Lalanne est sa fille.

## Discographie

### Albums de guitare
1. Live à l’abbaye de St Victor (1978)
2. Jean-Félix Lalanne interprète Chopin (1978)
3. Galaxie (1982)
4. Live à La Tour Eiffel (1984)
5. Le Passage (musique de film) (1986)
6. Danse terrienne (en duo avec Guy Lukowski) (1987)
7. Country et Gentleman (en duo avec Marcel Dadi) (1988)
8. Olympia 1988 (en duo avec Marcel Dadi) (1989)
9. 3615 code père Noël (musique de film) (1990)
10. Le livre d’or (1990)
11. Jean-Félix Lalanne « Les 15 ans » (1990)
12. Les grands thèmes de musiques de films (1991)
13. Brasiliana (1992)
14. Jazzland (1993)
15. Warrior Spirit (musique de film) (1994)
16. Le duet (en duo avec Muriel Anderson) (1994)
17. A Little Christmas Gift (1995)
18. Un Amour de sorcière (musique de film) (1996)
19. Yohnamour (2000)
20. Voies secrètes (en duo avec Yan Vagh) (2001)
21. Dédales (musique de film) (2002)
22. Autour de la guitare 1 (album studio) (2004)
23. Autour de la guitare 2 (album studio) (2005)
24. Ensemble (en duo avec Michel Haumont) (2006)
25. La Symphonie astrale (2006)
26. Au bord de la mer (2010)
27. Autour de la guitare celtique (2011)
28. Nos plus belles vacances (musique de film) (2012)
29. Une voix une guitare (2013)
30. Autour de la guitare (les 10 ans) (2015)
31. Ma guitare à Dadi (2016)
32. Génération guitare (en duo avec Jean-Pierre Danel) (2017)
33. Pick and Jazz (en duo avec Éric Gombart) (2018)
34. Back to celtic guitar (2019)
35. Brassens en une seule guitare (2020)
36. Entre classique et cinéma (en duo avec la harpiste Cécile Bonhomme) (2021)
37. Seigneur (avec Roberto Alagna, au chant)

### Compositions pour orchestre
- Symphonie romantique sur l'album Yohnamour (2000)
- Symphonie astrale (album enregistré en direct en 2005)

### Concert
- En 1988, il se produit en compagnie de Marcel Dadi sur la scène de l'Olympia à Paris. Une captation du concert est éditée en CD et en cassette VHS sortie en 1998 par les éditions MusiCom.

## Auteur-compositeur
- On se retrouvera pour Francis Lalanne (1986)
- Le monde où je vais pour Mario Pelchat (2004)
- Dis moi que tu m'aimes pour Chimène Badi (2004)
- Donne pour Myriam Abel (2005)
- 9 pour Lara Fabian (2005)
- J'ai mal à ça pour Marie-Élaine Thibert (2006)
- Cantero pour Amaury Vassili (2009)
- La masquera pour Davide Esposito (2011)
- Al Capone (2022)

### Musiques de film
- 1986 : Le Passage de René Manzor
- 1988 : Sortis de route de Gilbert Roussel et Bruno Mattei
- 1989 : 3615 code Père Noël de René Manzor
- 1994 : Warrior Spirit de René Manzor
- 1995 : Aventures dans le Grand Nord (épisode Chasseurs de loups, chasseurs d'or) de René Manzor
- 1996 : Un amour de sorcière de René Manzor
- 1998 : Venise est une femme de Jean-Pierre Vergne
- 1999 : L'Ange tombé du ciel de Bernard Uzan
- 2001 : Les Redoutables (épisode Confession)  de René Manzor
- 2002 : Un Week-end pour le dire de Jean-Pierre Vergne
- 2003 : Dédales de René Manzor
- 2004 : Les Filles du calendrier sur scène de Jean-Pierre Vergne
- 2012 : Nos plus belles vacances de Philippe Lellouche

## Décoration
- 2011 :  Chevalier de l'ordre des Arts et des Lettres[1]

## Prix et récompenses
- 1975 : premier Prix de l'Académie de guitare de Marseille (il a alors treize ans)[2]
- 1986 : nommé aux Victoire de l'album de musique originale de cinéma ou de télévision lors de la 3e cérémonie des Victoires de la musique pour le film Le Passage[2]
- 2004 : nommé aux Victoire de l'album de musique originale de cinéma ou de télévision lors de la 19e cérémonie des Victoires de la musique pour le film Dédales[2]

## Théâtre
En 2014, il écrit et interprète une comédie intitulée En VoiX de Guérison, mise en scène par Caroline Bonhomme, en compagnie des comédiens Caroline Bonhomme, Romain Barreda et Thierry Lopez. Créée à Nice au Théâtre Francis-Gag.